# Raková
Raková je naseljeno mjesto u okrugu Čadca u Žilinskom kraju u Slovačkoj.

## Stanovništvo
| Godina:     | 1993. | 2003.   | 2013.   | 2023.   |
| ----------- | ----- | ------- | ------- | ------- |
| Broj ljudi: | 4694  | 5062    | 5395    | 5629    |
| Razlika:    |       | +7,83 % | +6,57 % | +4,33 % |

| Godina:     | 2022. | 2023.   |
| ----------- | ----- | ------- |
| Broj ljudi: | 5645  | 5629    |
| Razlika:    |       | -0,28 % |

Prema podatcima o broju stanovnika iz 2023. godine naselje je imalo 5629 stanovnika.

## Vanjske poveznice
|  | Zajednički poslužitelj ima još gradiva o temi Raková |

- Službena stranica naselja (sl.)